# Митрофанова, Элина Сергеевна
Эли́на Серге́евна Митрофа́нова (род. 28 января 1992, п. Большой Исток, Сысертский район, Свердловская область) — российская хоккеистка, выступающая на позиции нападающего. Мастер спорта России международного класса.

## Биография
Хоккеем начала заниматься с 10 лет под руководством тренера Виктора Ивановича Патрушева.
В профессиональной команде по хоккею с шайбой с 2004 года. Участвовала в 8 ежегодных турнирах Свердловской области — «Золотая шайба», 5 Спартакиадах России в составе команды Уральского федерального округа, где получала медали различного достоинства.
Дебютировала в юношеской команде «Исток», играла на позиции защитника (в настоящее время — нападающий). Дебютировала в составе молодёжной сборной России в 2008 году.
Выступала за ХК «Спартак-Меркурий» (Екатеринбург) с 2004 по 2011 год, ХК «Агидель» (Уфа) — с 2011 года по настоящее время.
Закончила Уральский государственный университет физической культуры по специальности «Менеджмент физической культуры».

## Награды
- Шестикратный бронзовый призёр чемпионата России: 2006, 2007, 2008, 2010 годы в составе команды «Спартак-Меркурий»; 2012, 2013 годы в составе команды «Агидель». Не раз признавалась лучшим игроком матча.
- Принимала участие в молодёжных чемпионатах мира: 2008 (Канада), 2009 (Германия), 2010 (США) годы.
- Чешский хоккейный турнир «Кубок Вызова» 2007 год — серебро, 2008 год — бронза.
- Серебряный и бронзовый призёр Евротурниров 4-х в таких странах как Финляндия, Германия, Швейцария, победитель Кубка четырёх в Швеции 2013 год (в составе национальной сборной России).
- Чемпионка Универсиад 2015 и 2017 годов
- Бронзовый призёр чемпионата мира 2016